# Theodota
Theodota var en känd hetär i antikens Aten som fascinerade bland andra Alkibiades och Sokrates.  Författaren Xenofon berättar i sin skrift Hågkomster om Sokrates att hon var övermåttan vacker och att hon av konstnärerna föredrogs som modell före alla andra kvinnor.